# عصر فرمانروایان ۳: دودمان‌های آسیا
عصر فرمانروایان ۳: دودمان‌های آسیا (به انگلیسی: Age of Empires III: The Asian Dynasties) عنوان دومین بسته الحاقی در سبک استراتژی هم‌زمان برای بازی ویدئویی عصر فرمانروایان ۳ است که توسط استودیو انسمبل ساخته شد. این بازی توسط استودیو بازی مایکروسافت، در ۲۳ اکتبر ۲۰۰۷ برای مایکروسافت ویندوز منتشر شد. امکانات و موارد جدید افزوده شده، قابلیت انتخاب کشورهایی چون چین، ژاپن و هند است.

## داستان
در این بازی دو سبک داستانی وجود دارد. یک داستان دربارهٔ فردی اسپانیایی به نام مورگان بلک و نوادگان اوست که در قاره آمریکا زندگی می‌کنند.
داستان دوم دارای سه قسمت است: قسمت اول دربارهٔ جنگ‌های داخلی ژاپن در سال ۱۵۰۰ میلادی است. قسمت دوم دربارهٔ یک ملوان چینی است که پس از اتفاقی که برای او در هند می‌افتد قاره آمریکا را کشف می‌کند. قسمت سوم هم دربارهٔ انقلاب هند است.
| گردآورنده  | امتیاز |
| ---------- | ------ |
| گیم‌رنکینگز | ۷۹٪    |
| متاکریتیک  | ۸۱٪    |

| ناشر     | امتیاز      |
| -------- | ----------- |
| گیم‌اسپات | ۷٫۵/۱۰      |
| گیم‌اسپای | 4.5/5 ستاره |
| آی‌جی‌ان   | ۸٫۰/۱۰      |